# Karl-Josef Kutsch
Karl-Josef Kutsch, también conocido como K. J. Kutsch, (Gangelt, 11 de mayo de 1924) es un médico y biógrafo musical alemán. Con el musicólogo neerlandés Leo Riemens fue coautor del Großes Sängerlexikon, la referencia estándar para los cantantes de ópera.

## Biografía
Nacido en Gangelt, Kutsch estudió medicina, fue reclutado y participó como soldado en la campaña de Rusia de la Segunda Guerra Mundial. Luego completó sus estudios en la Universidad Johann Wolfgang Goethe en 1948. Ejerció como médico de 1952 a 1989 en su ciudad natal, junto con su esposa. Una calle de Gangelt lleva su nombre.
A partir de los años 50, Kutsch acumuló una colección de discos y biografías de cantantes. Junto con el musicólogo holandés Leo Riemens, publicó en 1962 un pequeño diccionario biográfico de cantantes bajo el título Unvergängliche Stimmen (Voces inmortales). En 1975, la obra fue revisada como Unvergängliche Stimmen / Sängerlexikon, que fue revisada nuevamente en 1985 con su cooperación y la de Riemens y se convirtió en la obra estándar. Bajo el título Großes Sängerlexikon («Léxico de grandes cantantes»), se amplió sustancialmente con la colaboración de Hansjörg Rost y en la edición actual consta de siete volúmenes con biografías detalladas de 18.760 cantantes desde el Renacimiento hasta la actualidad. Las biografías mencionan el nombre del sujeto, un posible nombre artístico, las fechas y el lugar de nacimiento y muerte, así como la categoría de voz y ofrecen una visión general de la carrera, según los lugares de actividad y las obras cantadas y interpretadas. Además, las biografías contienen breves menciones a hitos importantes, una descripción de la voz, así como referencias bibliográficas y las principales grabaciones realizadas en su caso. La cuarta edición del Großes Sängerlexikon, en siete volúmenes, se reeditó en 2012 como edición de aniversario (Jubiläumsausgabe), con 18.760 entradas. Se considera la referencia estándar en el campo. La información se considera valiosa no sólo para la ópera sino también para los estudios históricos y sociológicos en general.

## Publicaciones
- Der Gesundheitszustand der Schulkinder im Kreise Geilenkirchen-Heinsberg im Schuljahr 1946-1947, tesis universitaria 1948
- con Leo Riemens: Großes Sängerlexikon. Desde 1962 esta obra ha conocido varias ediciones revisadas:
  - 4.ª edición ampliada y actualizada. 7 volúmenes (Aarden-Castles; Castori-Frampoli; Franc-Kaidanoff; Kainz-Menkes; Menni-Rappold; Rasa-Sutton; Suvanny-Zysset). Edición impresa con libro electrónico. Saur, Múnich 2003,ISBN 978-3-598-44088-5 (posteriormente asumida por Walter de Gruyter, Berlín,ISBN 978-3-11-915958-6 ), LIX, p. 5371